# Srandakan
Srandakan är en ort i Indonesien.   Den ligger i provinsen Yogyakarta, i den västra delen av landet, 400 km sydost om huvudstaden Jakarta. Srandakan ligger 23 meter över havet och antalet invånare är 29 529.
Terrängen runt Srandakan är platt.Runt Srandakan är det mycket tätbefolkat, med 1 956 invånare per kvadratkilometer. Närmaste större samhälle är Kasihan, 15,1 km nordost om Srandakan. Omgivningarna runt Srandakan är en mosaik av jordbruksmark och naturlig växtlighet.